# Porto Belo
Porto Belo är en kommun i Brasilien. Den ligger i delstaten Santa Catarina, i den södra delen av landet, 1 300 km söder om huvudstaden Brasília. Antalet invånare är 16 118.
Följande samhällen finns i Porto Belo:
- Porto Belo